# Vengeance (2022)
Vengeance is een Amerikaanse zwarte komedie-mysteryfilm uit 2022, geschreven en geregisseerd door B.J. Novak, in zijn regiedebuut.

## Verhaal
De New Yorkse radiopresentator en podcaster Ben Manalowitz krijgt op een avond een telefoontje van een onbekende, Ty Shaw, die hem meedeelt dat een vriendin genaamd Abilene "Abby" Shaw blijkbaar is overleden aan een overdosis drugs. In feite was Abby een van Bens vele informele romances die hij zich nauwelijks herinnert. Op aandringen van Ty vliegt Ben naar Texas om de begrafenis bij te wonen. Daar ontmoet hij Abby's familie, bestaande uit broer Ty, moeder Sharon, zussen Paris en Kansas City, jongere broer Mason ("El Stupido" genoemd) en oma Carole. Hij probeert nu ter plaatse de onduidelijke omstandigheden van Abby's dood te achterhalen.

## Rolverdeling
| Acteur            | Personage        |
| ----------------- | ---------------- |
| B.J. Novak        | Ben Manalowitz   |
| Boyd Holbrook     | Ty Shaw          |
| J. Smith-Cameron  | Sharon Shaw      |
| Lio Tipton        | Abilene Shaw     |
| Dove Cameron      | Kansas City Shaw |
| Isabella Amara    | Paris Shaw       |
| Eli Abrams Bickel | El Stupido       |
| Louanne Stephens  | Oma Carole       |
| Zach Villa        | Sancholo         |
| Clint Obenchain   | Crawl            |
| Issa Rae          | Eloise           |
| Ashton Kutcher    | Quentin Sellers  |
| Rio Alexander     | Sheriff Jimenez  |

## Productie
De opnames begonnen in maart 2020 in Albuquerque, New Mexico, maar werd onderbroken vanwege de COVID-19-pandemie in de Verenigde Staten. De filmstudio Blumhouse Productions was betrokken bij de filmproductie. Focus Features verzekerde zich van de distributierechten.
Finneas O'Connell componeerde de filmmuziek. De soundtrack werd uitgebracht door Back Lot Music.

## Release
De film ging in première op het Tribeca Film Festival op 12 juni 2022. De release in de Verenigde Staten vond plaats op 29 juli 2022.

## Ontvangst
Op Rotten Tomatoes heeft Vengeance een waarde van 81% en een gemiddelde score van 6,90/10, gebaseerd op 161 recensies. Op Metacritic heeft de film een gemiddelde score van 65/100, gebaseerd op 39 recensies.

## Prijzen en nominaties
| Jaar | Prijs                              | Categorie                               | Genomineerde(n) | Uitslag  |
| ---- | ---------------------------------- | --------------------------------------- | --------------- | -------- |
| 2022 | Leiden International Film Festival | Beste film (American Indie Competition) | B.J. Novak      | Gewonnen |